# Haladás-Viktória Football Club
L'Haladás-Viktória Football Club, o più semplicemente Haladás-Viktória, è una squadra di calcio femminile ungherese con sede nella città di Szombathely. Nata nel 2017 dalla collaborazione del Haladás con il precedente club interamente femminile Viktória Football Club Szombathely, e iscritta alla Női Nemzeti Bajnokság I, la massima serie del campionato ungherese femminile di calcio, dalla stagione 2017-2018 con una denominazione congiunta dei due club, utilizza colori sociali e tenute di gioco del Szombathelyi Haladás.

## Storia
Fondata nel 1993, ha vinto la Női Nemzeti Bajnokság I per due volte, nella stagione 2003-2004 e nella stagione 2008-2009. Nel 2009 ha vinto anche la Női Magyar Kupa (la coppa nazionale ungherese), competizione vinta complessivamente tre volte. Grazie ai due campionati vinti, ha partecipato due volte alla UEFA Women's Champions League. Ha fatto il suo esordio nelle competizioni UEFA nell'edizione 2004-2005 accedendo alla prima fase a gironi: ha concluso il girone al secondo posto a pari merito con il FC Codru Anenii Noi, venendo eliminato dalla competizione. Con la vittoria del secondo campionato ha partecipato alla prima edizione della UEFA Women's Champions League nell'edizione 2009-2010, accedendo direttamente alla fase ad eliminazione diretta. Nei sedicesimi di finale ha affrontato la squadra tedesca del Bayern Monaco, perdendo sia l'andata sia il ritorno per un complessivo di 2-9.
Il club ha cambiato denominazione diverse volte nel corso della sua esistenza. Queste erano:
- 1993-?: Viktória FC
- ?-2006: WHC Viktória FC
- 2006-2017: Viktória FC-Szombathely
- 2017-: Haladás-Viktória FC

## Palmarès
- Campionato ungherese: 2

2003-2004, 2008-2009
- Női Magyar Kupa: 3

2007-2008, 2008-2009, 2010-2011

## Statistiche

### Risultati nelle competizioni UEFA
| Stagione | Competizione     | Fase                     | Avversario           | Risultato | Risultato | Risultato |
| Stagione | Competizione     | Fase                     | Avversario           | andata    | ritorno   | aggregato |
| -------- | ---------------- | ------------------------ | -------------------- | --------- | --------- | --------- |
| 2004-05  | Women's Cup      | girone di qualificazione | Pärnu Jalgpalliklubi | 4-0       | 4-0       | 4-0       |
| 2004-05  | Women's Cup      | girone di qualificazione | FC Codru Anenii Noi  | 1-1       | 1-1       | 1-1       |
| 2004-05  | Women's Cup      | girone di qualificazione | Babrujčanka          | 1-3       | 1-3       | 1-3       |
| 2009-10  | Champions League | sedicesimi di finale     | Bayern Monaco        | 0-5       | 2-4       | 2-9       |